# Pierre-Joseph Candeille
Pierre-Joseph Candeille (Estaires, 8 dicembre 1744 – Chantilly, 24 aprile 1827) è stato un compositore e cantante lirico francese.

## Opere
- Les Fêtes lupercales, pastorale héroïque, in 3 atti (1777; mai rappresentata), andata perduta
- Les Saturnales ou Tibulle et Délie (Louis Fuzelier), entrée, in un atto, 3a entrée da Les Fêtes greques et romaines, 1723, musicata anche da Colin de Blamont (1777 Parigi, Théâtre du Duc d'Orléans; riveduta nel 1816)
- Laure et Pétrarque (Pierre-Louis Moline), pastorale eroica in un atto (24 ottobre 1778, Marly, Théâtre royal)
- La Provençale (Joseph de La Font), entrée, un atto (4a entrée da Les Fêtes de Thalie, 1722, musicata anche da Mouret) (8 novembre 1778, Parigi, Académie Royale de Musique, con arie originali dal balletto di Mouret del 1722; riveduta completamente 1798-1799)
- Pizarre ou La Conquête du Pérou (Pierre Duplessis da Voltaire), tragédie-lyrique in cinque atti (3 maggio 1785 Paris,  Académie Royale de Musique)
- Castor et Pollux (Pierre-Joseph Bernard, detto Gentil-Bernard), revisione dell'omonima tragédie-lyrique in cinque atti di Jean-Philippe Rameau(14 giugno 1791 Parigi, Opéra)
- La Patrie reconnaissante ou L'Apothéose de Beaurepaire (Lebœuf), opera eroïca in un atto (3 febbraio 1793 Parigi, Opéra)